# Alloxysta fusca
Alloxysta fusca is een vliesvleugelig insect uit de familie van de Figitidae. De wetenschappelijke naam van de soort is voor het eerst geldig gepubliceerd in 1842 door Dahlbom.